# Lego Marvel Super Heroes : Avengers, tous ensemble !
Pour plus de détails, voir Fiche technique et Distribution.
Lego Marvel Super Heroes : Avengers, tous ensemble ! (Lego Marvel Super Heroes: Avengers Reassembled) est un téléfilm d'animation de Rob Silvestri basé sur les licences Lego et Marvel Comics. Il met en scène Les Vengeurs en Lego et a été diffusé pour la première fois à la télévision sur Disney XD aux États-Unis le 16 novembre 2015. Comme pour Lego Marvel Super Heroes : contrôle maximum, la série est aussi découpée en petits morceaux d'environ 5 minutes de 5 épisodes. En français, les 5 petits épisodes ont été mis en ligne le 27 janvier 2016 sur la chaîne YouTube de Disney XD.

## Synopsis
Tandis que les Avengers (composés de Captain America, Thor, Iron Man, Hulk, la Veuve noire, Œil-de-Faucon et la Vision) se préparent pour une fête dans la tour des Avengers, Captain America remarque qu'Iron Man s'est comporté étrangement durant la préparation de la fête. Après avoir mené leur enquête, les Avengers découvrent qu'Ultron a pris le contrôle de l'armure d'Iron Man avec l'aide de Yellowjacket et prévoit de conquérir le monde.

## Fiche technique
- Titre : Lego Marvel Super Heroes : Avengers, tous ensemble !
- Titre original : Lego Marvel Super Heroes: Avengers Reassembled!
- Réalisation : Rob Silvestri
- Scénario : Mark Hoffmeier
- Musique : Asher Lenz et Stephen Skratt
- Montage : Matt Ahrens
- Production : Leo Martin
- Société de production : Marvel Entertainment et SN Studios
- Pays :  États-Unis
- Genre : Animation, action, aventure, comédie et science-fiction
- Durée : 22 minutes
- Première diffusion : 
  -  États-Unis : 16 novembre 2015

## Distribution

### Voix originales
- Laura Bailey : La Veuve noire
- Troy Baker : Œil-de-Faucon
- Eric Bauza : Iron Spider (en)
- Benjamin Diskin : Spider-Man
- Grant George : Ant-Man
- J.P. Karliak : Baron Strucker, La Vision
- Jim Meskimen : Ultron
- Bumper Robinson : Faucon
- Roger Craig Smith : Captain America
- Fred Tatasciore : Hulk
- Travis Willingham : Thor, Yellowjacket
- Mick Wingert : Iron Man

### Voix françaises
- Pierre Lognay : Iron Man
- Claudio Dos Santos : Hulk
- Olivier Cuvellier :Captain America
- Mathieu Moreau : Thor
- Laurent Bonnet : Œil-de-Faucon
- Alexis Flamant : Faucon
- Nathalie Hugo : La Veuve noire